# Preußische Ostasienexpedition

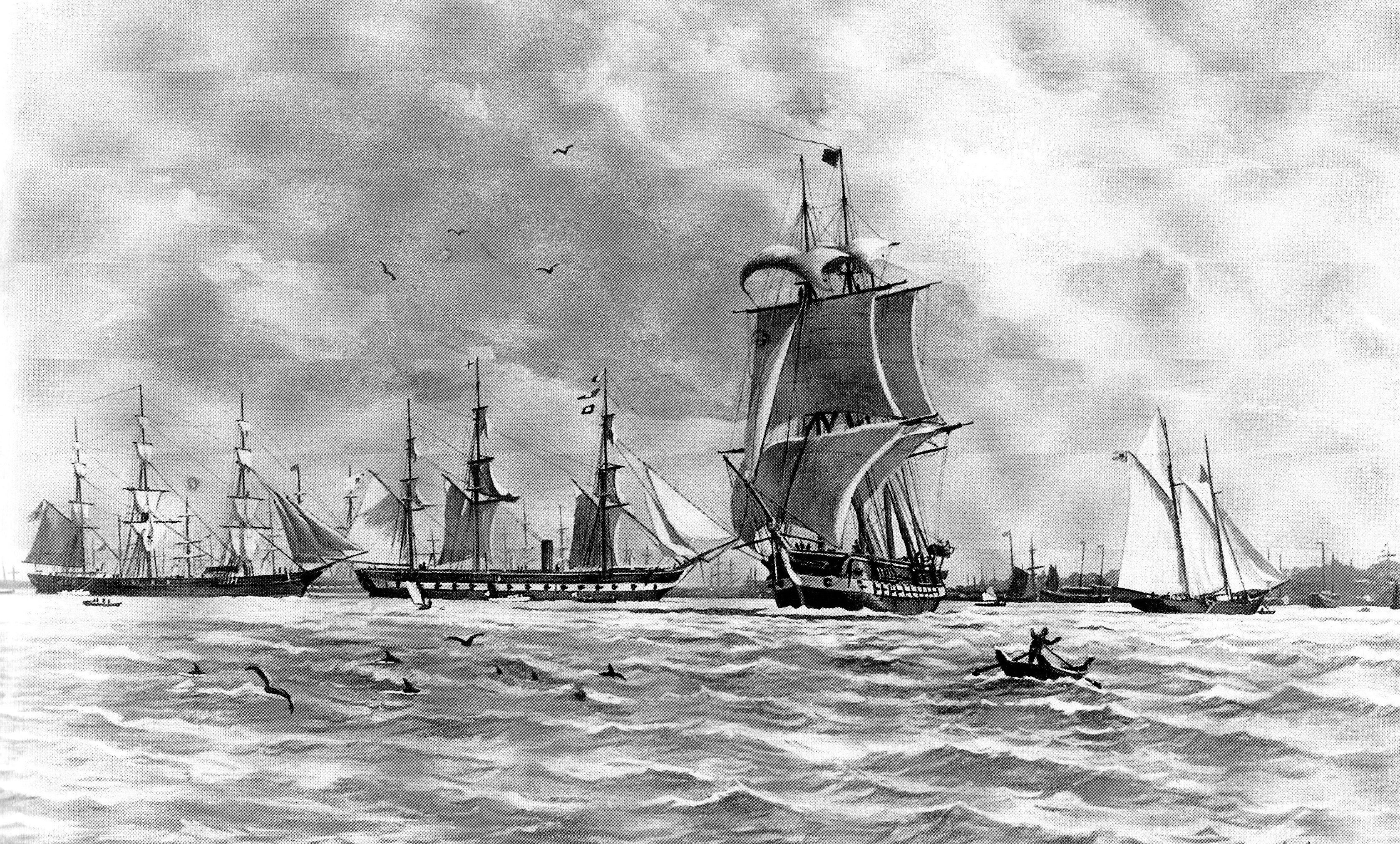
Die Schiffe des Ostasiatischen Geschwaders

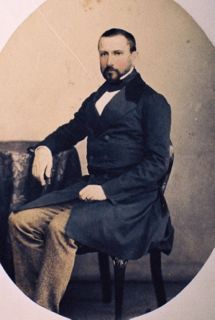
Friedrich-Albrecht Graf zu Eulenburg (1815–1881)

Die preußische Ostasienexpedition, nach ihrem Leiter, dem Grafen Friedrich zu Eulenburg, auch als Eulenburg-Expedition bezeichnet, wurde von der Preußischen Marine von 1859 bis 1862 in Ostasien durchgeführt. Als Ergebnis wurden Freundschafts-, Handels- und Schiffahrtsverträge mit ostasiatischen Staaten abgeschlossen: mit Japan am 24. Januar 1861, mit China am 2. September 1861 und mit Siam am 7. Februar 1862.

## Geschichte
Nach der gewaltsamen Öffnung Japans durch US-amerikanische Kriegsschiffe 1853/54 folgten zahlreiche europäische Staaten, um sich handelspolitische Vorteile zu sichern. Die schwache Shogunats-Regierung wurde gezwungen, ungleiche Verträge mit den Westmächten zu unterzeichnen. Preußen, neben Österreich stärkste deutsche Macht, sah die Chance, seine Rolle als führender Staat bei der Einigung Deutschlands zu stärken, indem es eine Ostasienexpedition organisierte und auch um gegen die öffentlich stark beachtete Novara-Expedition Österreichs ein Gegengewicht zu schaffen. Die preußische Expedition sollte im Namen aller Staaten des Deutschen Zollvereins, der Hansestädte und beider Mecklenburgs Verträge mit China, Japan und Siam abschließen.

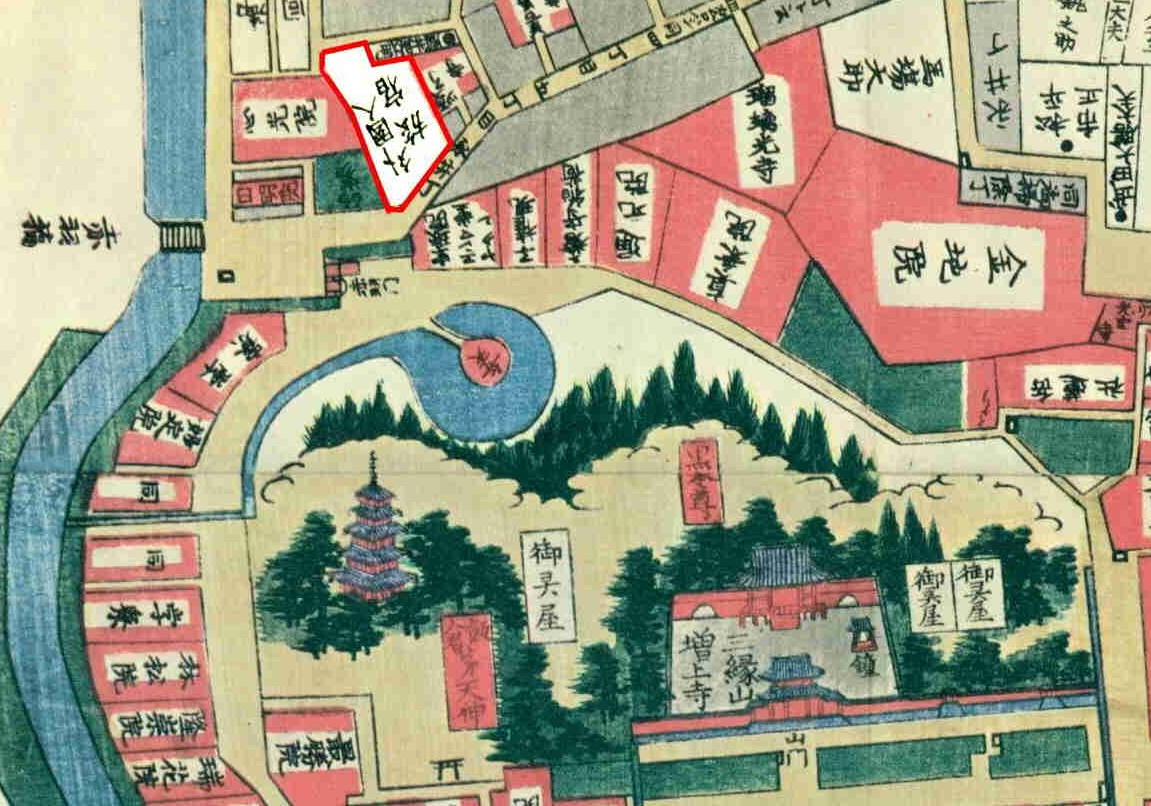
Unterbringung der Mission im „Gästehaus für Ausländer“ in Edo (links oben markiert)

Die preußische Marine stellte 1859 unter der militärischen Führung von Kapitän zur See Henrik Ludvig Sundevall ein Geschwader aus der Korvette Arcona, der Fregatte Thetis, dem Schoner Frauenlob und dem Transportschiff Elbe in Danzig auf. Die wissenschaftliche und diplomatische Leitung hatte Friedrich Graf zu Eulenburg. Zu den mitreisenden Wissenschaftlern gehörte der Forschungsreisende Ferdinand von Richthofen. Dabei war Eulenburg ausdrücklich erlaubt worden, militärische Gewalt zur Durchsetzung der preußischen Forderungen anzuwenden. Das Geschwader sollte auch die Möglichkeit einer Inbesitznahme der Insel Formosa durch Preußen ausloten, aber die militärische Schwäche der Expedition und die Gefahr, einen Handelsvertrag mit China zu gefährden, führten dazu, dass dieses Ansinnen folgenlos blieb. Die improvisierte Expedition wurde von zahlreichen Missgeschicken begleitet, so dem Verlust der Frauenlob, die in einem Taifun sank und dabei alle 47 Besatzungsmitglieder in den Tod riss.
„Die Ostasien-Expedition war für alle Beteiligten eine große, mühevolle und gefahrenreiche Anstrengung.“ Nach Neufahrwasser heimgekehrt, sangen die Besatzungen der Elbe und der Arcona den Choral von Leuthen, Nun danket alle Gott.

## Verhandlungen mit Japan
Nach fünf Monaten langwieriger Verhandlungen mit dem Shogunat scheiterte die Mission in Japan in ihrem Bestreben, für ganz Deutschland zu sprechen. Die japanischen Unterhändler weigerten sich beharrlich, einen Vertrag mit 32 deutschen Staaten abzuschließen, und gaben als Begründung an, die Verhältnisse in Deutschland nicht zu überblicken.
Der amerikanische Konsul Townsend Harris hatte Eulenburg seinen Mitarbeiter und Dolmetscher Hendrick Heusken (geb. 1832) zur Verfügung gestellt. Am 14. Januar 1861, auf dem Wege abends zurück zur amerikanischen Vertretung, wurde Heusken von antiwestlichen Rōnin des Satsuma-han angegriffen und trotz des ihm beigegebenen Schutzes schwer verwundet. Er starb am folgenden Tag und wurde im Kōrin-ji mit einem großen Geleitzug in allen Ehren bestattet. Dort ist sein Grab noch heute zu sehen.
Der Vertrag zwischen Japan und Preußen wurde am 24. Januar 1861 geschlossen.

## Verhandlungen mit China
Die Delegation setzte zunächst nach Shanghai über. Aufgrund des fortwährenden militärischen Konflikts zwischen den Westmächten (Großbritannien und Frankreich) und der chinesischen Qing-Regierung sowie der Unfähigkeit Preußens, einzugreifen, konnten die Verhandlungen erst im Frühjahr 1861 beginnen. Preußen wollte für sich die gleichen Privilegien durchsetzen, welche die Westmächte im Rahmen der ungleichen Verträge durch ihren Sieg in den Opiumkriegen errungen hatten. Das beinhaltete die Öffnung mehrerer Häfen für den preußischen Handel sowie die Niederlassung einer ständigen Gesandtschaft vor Ort. Britische und französische Vertreter rieten von diesen Plänen ab, da sie neben der deutschen Konkurrenz auch eine Verschlechterung der chinesisch-westlichen Beziehungen fürchteten, wenn eine weitere Großmacht mit Forderungen auftauchte. Dennoch entsandte Eulenburg den späteren Botschafter Max von Brandt zu Verhandlungen in die Hafenstadt Tianjin bei Peking. Die preußische Delegation, die in den Verhandlungen keinerlei militärischen Druck ausüben konnte, konnte ihre Ziele letztlich durch unerwartete Unterstützung von Frankreich durchsetzen; dort wollte man vermutlich einer britischen Übermacht in Ost-Asien entgegenwirken.
Der Vertrag, der alle preußischen Forderungen umsetzte und erstmals auch für den Deutschen Zollverein gültig war, wurde schließlich am 2. September 1861 unterzeichnet.

## Verhandlungen mit Siam
Am 22. September 1861 erreichte die Delegation Bangkok, wo sie bereits erwartet und in Ehren empfangen wurde. Die preußischen Gesandten zeigten sich von der fürstlichen Behandlung beeindruckt und die Atmosphäre während der Verhandlungen war deutlich freundlicher als an den vorangegangenen Stationen der Expedition. Hintergrund war, dass Siam fürchtete, seine Unabhängigkeit an Kolonialmächte zu verlieren – allen voran Frankreich, das zuvor einige Inseln vor der kambodschanischen Küste besetzt hatte und anschließend ein Kriegsschiff in Bangkok positioniert hatte. König Mongkut versuchte daher Preußen, das bis dahin keine derartigen Absichten der Kolonialisierung gezeigt hatte, als Verbündeten zu gewinnen. Eulenburg versicherte ihm, Siam beizustehen, obgleich er sich tatsächlich wenig für die politische Lage vor Ort interessierte und vorrangig wirtschaftliche Interessen verfolgte.
Angesichts der Ohnmacht des Landes wurde am 7. Februar 1862 ein Vertrag zwischen Siam und Preußen inklusive des Zollvereins und Mecklenburg unterzeichnet, der es unter anderem allen Westlern erlaubte, Land privat zu erwerben, was in der dortigen Kultur eigentlich nicht möglich war.

## Sekundärliteratur

Mitglieder der Preußischen Ostasienexpedition. Nach Gustav Spiess

- Die preußische Expedition nach Ostasien nach amtlichen Quellen,
  - 1. Bd. 1864, Einleitendes zum Verständniss der Japanischen Zustände, Reisebericht, Digitalisat
  - 2. Bd. 1866, Reisebericht, Anhang I u. II, Digitalisat
  - 3. Bd. 1873, China's Beziehungen zum Westen bis 1860, Reisebericht, Digitalisat
  - 4. Bd. 1873, Reisebericht, Anhang I bis IV, Digitalisat
  - Georg von Martens: Die Tange. Botanischer Theil, 1866
  - Eduard von Martens: Die Landschnecken. Zoologischer Theil, 1867
  - Eduard von Martens: Allgemeines und Wirbelthiere. Zoologischer Theil, 1873

Inoffizielle Reiseberichte
- Philipp Graf zu Eulenburg-Hertefeld (Hrsg.): Ostasien 1860 - 1862 in Briefen des Grafen Fritz zu Eulenburg. Mittler und Sohn, Berlin 1900, Digitalisat
- Hermann Rose: Meine Erlebnisse auf der Preußischen Expedition nach Ostasien 1860, 1861 und 1862, H. Eckhardt, Kiel 1895, Digitalisat
- Reinhold von Werner: Die preussische Expedition nach China, Japan und Siam in den Jahren 1860, 1861 und 1862, 2. Aufl. F. A. Brockhaus, Leipzig 1873.
- Geographische Literatur. Vorbericht In: Petermanns Geographische Mittheilungen 1864, S. 113f. und S. 313.
- Julius A.H.C. Ratzeburg: Skizzen aus dem Privat-Tagebuch eines See-Offiziers. Nicolai, Berlin 1864
- Gustav Spiess: Die preussische Expedition nach Ostasien: während der Jahre 1860–1862: Reise-Skizzen aus Japan, China, Siam und der indischen Inselwelt. Otto Spamer, Berlin 1864.
- Wilhelm Heine: Eine Weltreise um die nördliche Hemisphäre in Verbindung mit der Ostasiatischen Expedition 1860 und 1861. 1. Theil Digitalisat und 2. Theil Digitalisat F.A. Brockhaus Leipzig 1864
- Johannes Kreyher[5]: Die preussische Expedition nach Ostasien in den Jahren, 1859-1862. Reisebilder aus Japan, China und Siam. Rauhes Haus, Hamburg 1863.
- Hermann Maron: Japan und China. Reiseskizzen, entworfen während der Preußischen Expedition nach Ost Asien von einem Mitgliede derselben. 2 Bde. Otto Janke, Berlin 1863. Digitalisierte Sammlungen der Staatsbibliothek zu Berlin Erster Band Digitalisierte Sammlungen der Staatsbibliothek zu Berlin Zweiter Band